# Тса-Хана 18
Тса-Хана 18 (англ. Tsa Xana 18) — індіанська резервація в Канаді, у провінції Британська Колумбія, у межах регіонального округу Страткона.

## Населення
За даними перепису 2016 року, індіанська резервація нараховувала 187 осіб, показавши скорочення на 20,1%, порівняно з 2011-м роком. Середня густина населення становила 103 осіб/км².
З офіційних мов обидвома одночасно не володів жоден з жителів, тільки англійською — 190. Усього 20 осіб вважали рідною мовою не одну з офіційних, з них усі — одну з корінних мов.
Працездатне населення становило 56% усього населення, рівень безробіття — 35,7%.

## Клімат
Середня річна температура становить 8,1°C, середня максимальна – 18,7°C, а середня мінімальна – -3,9°C. Середня річна кількість опадів – 2 784 мм.
| Клімат поселення                              | Клімат поселення | Клімат поселення | Клімат поселення | Клімат поселення | Клімат поселення | Клімат поселення | Клімат поселення | Клімат поселення | Клімат поселення | Клімат поселення | Клімат поселення | Клімат поселення | Клімат поселення |
| Показник                                      | Січ.             | Лют.             | Бер.             | Квіт.            | Трав.            | Черв.            | Лип.             | Серп.            | Вер.             | Жовт.            | Лист.            | Груд.            |                  |
| Середній максимум, °C                         | 6,58             | 8,00             | 9,76             | 12,08            | 14,90            | 17,69            | 18,44            | 18,69            | 15,79            | 11,63            | 6,98             | 4,22             |                  |
| Середня температура, °C                       | 1,36             | 2,79             | 4,53             | 6,85             | 9,66             | 12,47            | 15,71            | 15,96            | 13,05            | 8,92             | 4,25             | 1,50             |                  |
| Середній мінімум, °C                          | −3,86            | −2,44            | −0,7             | 1,63             | 4,46             | 7,24             | 12,98            | 13,23            | 10,34            | 6,20             | 1,53             | −1,24            |                  |
| Норма опадів, мм                              | 406              | 277              | 255              | 183              | 118              | 95               | 59               | 78               | 106              | 348              | 476              | 383              |                  |
| Середньомісячна швидкість вітру, м/с          | 3.75             | 3.50             | 3.50             | 3.49             | 3.32             | 3.27             | 3.15             | 2.85             | 2.76             | 3.16             | 3.67             | 3.61             |                  |
| Середньомісячна сонячна радіація, кДж/м²·день | 2948             | 5604             | 9517             | 14197            | 18036            | 19209            | 19922            | 17085            | 12395            | 6737             | 3306             | 2286             |                  |
| --------------------------------------------- | ---------------- | ---------------- | ---------------- | ---------------- | ---------------- | ---------------- | ---------------- | ---------------- | ---------------- | ---------------- | ---------------- | ---------------- | ---------------- |
| Джерело:                                      |                  |                  |                  |                  |                  |                  |                  |                  |                  |                  |                  |                  |                  |